# فرانسواز كريستوف
فرانسواز كريستوف (بالفرنسية: Françoise Christophe)‏ هي ممثلة فرنسية، ولدت في 3 فبراير 1923 بباريس في فرنسا، وتوفيت بنفس المكان في 8 يناير 2012.

## أعمال

### أفلام
- (1967) فانتوماس ضد سكوتلاند يارد
- (2008) مرحبا، وداعا

## وصلات خارجية
- فرانسواز كريستوف على موقع IMDb (الإنجليزية)
- فرانسواز كريستوف على موقع ألو سيني (الفرنسية)
- فرانسواز كريستوف على موقع أول موفي (الإنجليزية)
- فرانسواز كريستوف على موقع قاعدة بيانات الأفلام السويدية (السويدية)
- فرانسواز كريستوف على موقع قاعدة بيانات الفيلم (الإنجليزية)
- فرانسواز كريستوف على موقع كينوبويسك (الروسية)